# Comic Book Resources
Comic Book Resources, também conhecido pela abreviação CBR, é um website dedicado à cobertura jornalística de notícias relacionadas à histórias em quadrinhos americanas.

## História
O site foi fundado por Jonah Weiland em 1996, a partir de um fórum de discussão denominado "The Kingdom Come Message Board", que ele havia criado para discutir a a minissérie homônima. Descrito pela Universidade de Buffalo como uma das mais antigas fontes sobre quadrinhos, e um dos primeiros sites dedicados ao gênero na internet, o CBR se tornou uma das mais respeitadas fontes de pesquisa sobre quadrinhos e graphic novels no ambiente acadêmico americano.
Além de oferecer notícias atualizadas sobre o meio, o CBR oferece um fórum de discussão e publica diversas colunas de opinião assinada por profissionais da indústria. Dentre os colunistas que já escrevendo para o site estão respeitados profissionais como Warren Ellis, Erik Larsen, Steven Grant, Joe Casey, Robert Kirkman, Gail Simone, Keith Giffen e Mark Millar, bem como jornalistas e historiadores, como Scott McCloud, Rich Johnston, George Khoury, Timothy Callahan e Brian Cronin.

## Comic Book Idol
Comic Book Idol é uma competição de arte criada pelo premiado escritor J. Torres e patrocinada pelo Comic Book Resources. Inspirando-se no reality show americano "American Idol", o Comic Book Idol é uma competição de cinco semana que consiste na realização de cinco provas semanais nas quais cada competidor deve desenhar, durante o período de uma semana, um roteiro fornecido pela organização, que será julgado por profissionais da indústria de quadrinhos que avaliarão o resultado. Após esta avaliação, os usuários do CBR votam em enquetes para decidir qual dos competidores segue para participar do desafio da semana seguinte, até que haja somente um, que será declarado vencedor. Tanto vencedores quanto competidores, após participarem do concurso, passaram a trabalhar profissional na indústria americana:
- Patrick Scherberger, vencedor da primeira edição, já trabalhou em inúmeros edições da linha Marvel Adventures, lançada pela Marvel Comics, e foi o desenhista da minissérie GeNext.[16]
- Jonathan Hickman, derrotado na final da primeira edição, lançou, pela Image Comics, as séries Pax Romana, A Red Mass for Mars e The Nightly News[16][17] - sendo inclusive indicado ao Eisner Award de 2008 por esta última[18] - e veio a se tornar, pela Marvel Comics, o escritor das revistas Secret Warriors, Fantastic Four e S.H.I.E.L.D
- Joe Infurnari e Dan McDaid, participantes da segunda e terceira edição, respectivamente, desenharam edições da série Jersey Gods, publicada pela Image Comics[19][20]

## Prêmios
| Ano  | Resultado | Premiação    | Categoria                                                                       |
| ---- | --------- | ------------ | ------------------------------------------------------------------------------- |
| 1999 | Vencedor  | Eagle Award  | "Favourite Comics-Related Website" (Melhor Website Sobre Quadrinhos)            |
| 2000 | Vencedor  | Eagle Award  | "Favourite Comics-Related Website" (Melhor Website Sobre Quadrinhos)            |
| 2004 | Indicado  | Eagle Award  | "Favourite Comics-Related Website" (Melhor Website Sobre Quadrinhos)            |
| 2005 | Indicado  | Eagle Award  | "Favourite Comics-Related Website" (Melhor Website Sobre Quadrinhos)            |
| 2006 | Indicado  | Eagle Award  | "Favourite Comics-Related Website" (Melhor Website Sobre Quadrinhos)            |
| 2007 | Indicado  | Eagle Award  | "Favourite Comics-Related Website" (Melhor Website Sobre Quadrinhos)            |
| 2009 | Vencedor  | Eisner Award | "Best Comics-Related Periodical/Journalism" (Melhor Periódico Sobre Quadrinhos) |

## Obras relacionadas
- Grant Morrison: The Early Years, de Timothy Callahan. ISBN 0615140874.
- Was Superman a Spy? ...And Other Comic Book legends REVEALED!, de Brian Cronin. ISBN 0452295327.